# Мост султана Мехмеда Освајача
Мост султана Мехмеда Освајача (тур. Fatih Sultan Mehmet Köprüsü), такође познат и као Други босфорски мост, је мост у Истанбулу (Турска). Премошћује Босфор и тако повезује европски и азијски део града. Када је завршен 1988. године, био је пети најдужи висећи мост на свету (данас 19. по дужини).
Име је добио у част османског султана из 15. века Мехмеда II Освајача, који је1453. године освојио Цариград.
Повезује европски пут Е80, азијски аутопут 1, азијски аутопут 5 и турски аутопут 2 (тур. Otoyol 2).

## Локација
Мост повезује истанбулске четврти, Хисарусту на европској страни града и Каваџик на азијској страни. То је гравитациони усидрен висећи мост са челичним стубовима и вертикалним вешањем. Носећи део моста, аеродинамичног облика, обешен је за двоструке челичне сајле затегнуте између два вертикална челична торња (носача) усидрена на обалама. Ширина моста је 39, а дужина 1.510 метара. Размак између вертикалних кула, који представља главни распон моста, износи 1.090 метара, а њихова висина изнад коте пута је 105 метара. Висина моста изнад нивоа мора је 64 метра.

## Конструкција
Мост су пројектовале исте грађевинске компаније које су претходно пројектовле и Мост мученика 15. јула (Први босфорски мост). Грађевинске радове је извео међународни конзорцијум састављен од три јапанске, једне италијанске и једне турске компаније. Мост је завршен 3. јула 1988. године, а отворио га је премијер Тургут Озал, који је преко моста прешао својим службеним аутомобилом. Трошкови изградње моста били су око 130 милиона америчких долара ($).

## Саобраћај
Мост се налази на трансевропском путном коридору који повезује турске градове Једрене и Анкару. Има четири саобраћајне траке плус једну зауставну  у оба смера. Пешацима није дозвољено да користе мост. Преко моста дневно пређе око 150.000 возила у оба смера, од чега готово две трећине чине путнички аутомобили.

## Мостарина
За прелазак Моста султана Мехмеда Освајача плаћа се путарина, али само при преласку из европског у азијски део Истанбула (исто као у случају Босфорског моста). У супротном смеру путарина се не плаћа. Од априла 2008. године наплата путарине се врши искључиво путем система даљинског (бесконтактног) плаћања. ОГС уређај или ХГС налепнице које се користе за плаћање путарине могу се купити на разним местима пре доласка на наплатну рампу.